# Liste der Mitglieder der American Academy of Arts and Sciences/1933
Im Jahr 1933 wählte die American Academy of Arts and Sciences 82 Personen zu ihren Mitgliedern.

## Neu gewählte Mitglieder
- Gordon Willard Allport (1897–1967)
- Rafael Altamira y Crevea (1866–1951)
- Gösta Adolfsson Bagge (1882–1951)
- Philip Bard (1898–1977)
- Harold Kilbrith Barrows (1873–1954)
- William Nickerson Bates (1867–1949)
- John Gilbert Beebe-Center (1897–1958)
- George Hoyt Bigelow (1890–1934)
- Harry Augustus Bigelow (1874–1950)
- Henry Wolf Bikle (1877–1942)
- George Hubbard Blakeslee (1871–1954)
- Campbell Bonner (1876–1954)
- Edwin Montefiore Borchard (1884–1951)
- Charles Franklin Brooks (1891–1958)
- Carleton Brown (1869–1941)
- Harold Hitchings Burbank (1887–1951)
- Benjamin Nathan Cardozo (1870–1938)
- Frank Morton Carpenter (1902–1994)
- John Alden Carpenter (1876–1951)
- James McKeen Cattell (1860–1944)
- Charles Collens (1873–1956)
- Robert Treat Crane (1880–1962)
- Frantz Dahl (1869–1937)
- Cyrus Edwin Dallin (1861–1944)
- Alden Benjamin Dawson (1892–1968)
- Giorgio Del Vecchio (1878–1970)
- John Dickinson (1894–1952)
- Jesse Douglas (1897–1965)
- Curt John Ducasse (1881–1969)
- Carl Engel (1883–1944)
- Louis Frederick Fieser (1899–1977)
- Reginald Fitz (1885–1953)
- Henry Thatcher Fowler (1867–1948)
- François Geny (1861–1959)
- Sheldon Glueck (1896–1980)
- Theodore Francis Green (1867–1966)
- Learned Hand (1872–1961)
- Jaroslav Heyrovský (1890–1967)
- Halford Lancaster Hoskins (1891–1967)
- Edgar Erskine Hume (1889–1952)
- Walter Samuel Hunter (1889–1954)
- Arthur Keith (1866–1955)
- Hans Kelsen (1881–1973)
- George Bogdan Kistiakowsky (1900–1982)
- Hans Kurath (1891–1992)
- Leo Rich Lewis (1865–1945)
- Frank Rattray Lillie (1870–1947)
- Ivan Mortimer Linforth (1879–1976)
- George Burgess Magrath (1870–1938)
- Julius Makarewicz (1872–1955)
- Edward Sagendorph Mason (1899–1992)
- James Vance May (1873–1947)
- Lee Sullivan McCollester (1859–1943)
- Friedrich Meinecke (1862–1954)
- Georg Elias Müller (1850–1934)
- Arthur Edwin Norton (1877–1940)
- Friedrich Adolf Paneth (1887–1958)
- Robert Ezra Park (1864–1944)
- Howard Rollin Patch (1889–1963)
- Carroll Cornelius Pratt (1894–1979)
- Edward Sapir (1884–1939)
- Joseph Alois Schumpeter (1883–1950)
- George Cheever Shattuck (1879–1972)
- David Stanley Smith (1877–1949)
- Werner Sombart (1863–1941)
- Hans Spemann (1869–1941)
- Rudolf Stammler (1856–1938)
- Josiah Charles Stamp (1880–1941)
- Albert Warren Stearns (1885–1959)
- Harlan Fiske Stone (1872–1946)
- Marshall Harvey Stone (1903–1989)
- William Isaac Thomas (1863–1947)
- Henry Weeden Underwood (1895–1934)
- Abbott Payson Usher (1883–1965)
- Soma Weiss (1899–1942)
- Frederic Lyman Wells (1884–1964)
- George Benson Weston (1874–1959)
- Frank Edward Winsor (1870–1939)
- Harry Austryn Wolfson (1887–1974)
- Jeffries Wyman (1901–1995)
- Henry Aaron Yeomans (1877–1976)
- Karl Young (1879–1943)